# Biologia
La biologia (neologismo scientifico del XVIII secolo, composto dalle parole greche βίος, bìos = "vita" e λόγος, lògos = "studio") è la scienza che studia la vita, ovvero i processi fisici e chimici dei fenomeni che caratterizzano i sistemi viventi, inclusa la loro biochimica, meccanismi molecolari, genetica, anatomia, fisiologia, nonché processi emergenti come adattamento, sviluppo, evoluzione, interazione tra gli organismi e comportamento. È una scienza naturale con un'ampia portata ma ha diversi temi unificanti che la legano insieme come un campo unico e coerente.
Nonostante l'elevata complessità della disciplina, vi sono alcuni concetti unificanti all'interno di essa che ne regolano lo studio e la ricerca: la biologia riconosce infatti la cellula come l'unità di base della vita, i geni come la struttura di base dell'ereditarietà e l'evoluzione darwiniana per selezione naturale come il processo che regola la nascita e l'estinzione delle specie. Tutti gli organismi viventi, sia unicellulari che pluricellulari, sono sistemi aperti che sopravvivono trasformando l'energia e diminuendo l'entropia locale del sistema per regolare il loro ambiente interno e mantenere una condizione stabile e vitale definita omeostasi. La biologia conduce ricerche utilizzando il metodo scientifico per testare la validità di una teoria in modo razionale, imparziale e riproducibile che consiste nella formazione di ipotesi, nella sperimentazione e nell'analisi dei dati per stabilire la validità o l'invalidità di una teoria scientifica.
Le sottodiscipline della biologia sono definite dall'approccio d'indagine e dal tipo di sistema studiato: la biologia teorica utilizza metodi matematici per formulare modelli quantitativi mentre la biologia sperimentale effettua esperimenti empirici per testare la validità delle teorie proposte ed avanzare la conoscenza umana riguardo ai meccanismi alla base della vita e come questa sia comparsa e si sia evoluta da materia non vivente circa 4 miliardi di anni fa mediante un graduale aumento della complessità del sistema. Vedi settori della biologia.

## Storia della biologia

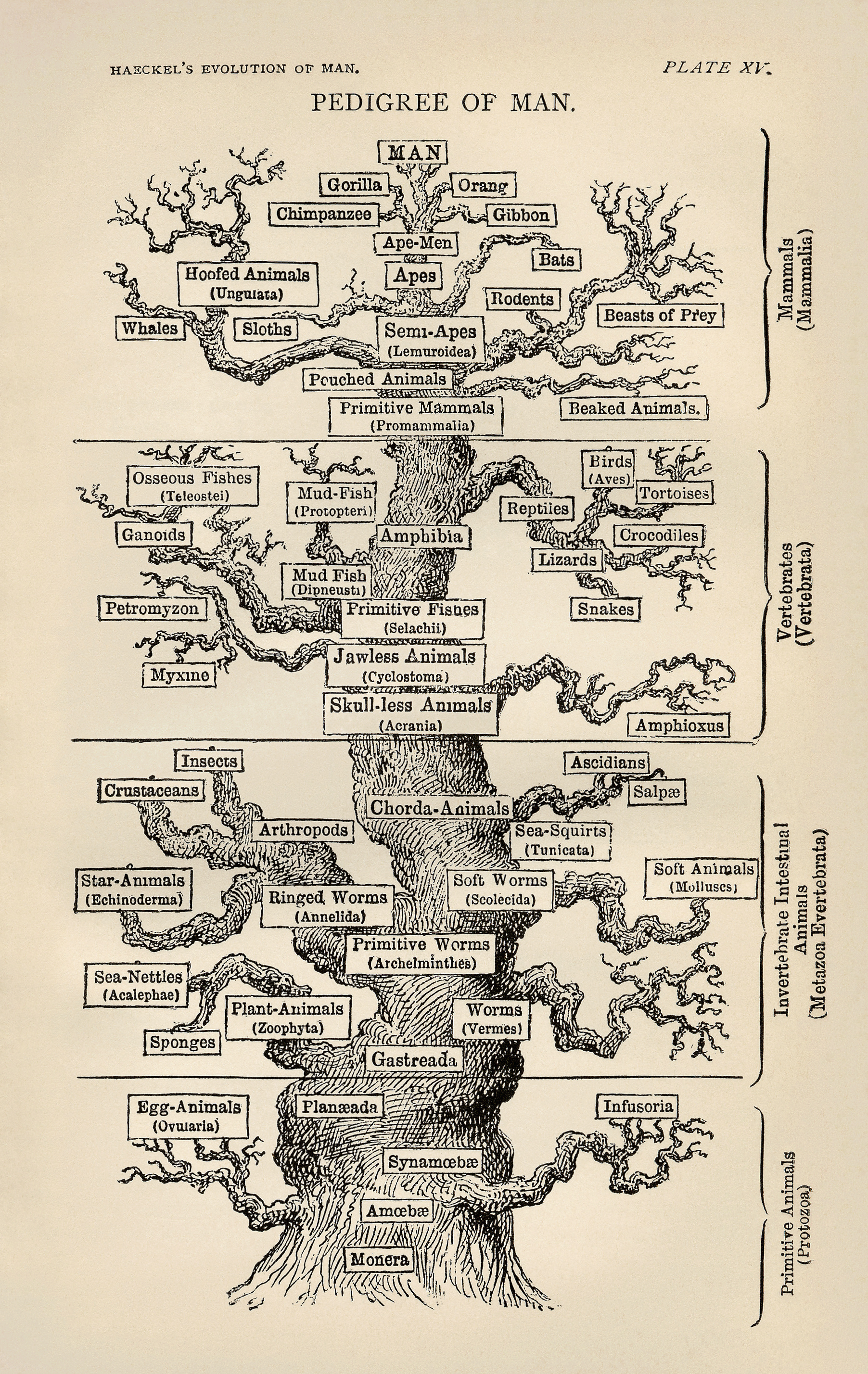
Albero della vita di Ernst Haeckel, (1879)

Il termine biologia deriva dalla parola greca βιολογία, composto da βίος, bìos = "vita" e λόγος, lògos = studio. La forma latina del termine fece la sua prima apparizione nel 1736, quando Linneo (Carl von Linné) utilizzò "biologi" nella sua Bibliotheca botanica. Tale termine fu nuovamente utilizzato trent'anni dopo, nel 1766, in un'opera intitolata Philosophiae naturalis sive physicae: tomus III, continens geologian, biologian, phytologian generali, scritta da Michael Christoph Hanov, un discepolo di Christian Wolff. Il primo uso in tedesco, Biologie, è stato utilizzato in una traduzione del 1771 del lavoro di Linneo. Nel 1797, Theodor Georg August Roose utilizzò tale termine nella prefazione del libro Grundzüge der Lehre van der Lebenskraft. Karl Friedrich Burdach lo utilizzò nel 1800 con un senso più ristretto allo studio degli esseri umani da un punto di vista morfologico, fisiologico e psicologico (Propädeutik zum Studien der gesammten Heilkunst). Il termine è quindi entrato nell'uso moderno grazie al trattato di sei volumi Biologie, oder Philosophie der lebenden Natur (1802-1822) di Gottfried Reinhold Treviranus, che così sentenziava:
Sebbene la biologia moderna si sia sviluppata relativamente di recente, le scienze collegate e comprese al suo interno furono studiate fin dai tempi antichi. Lo studio della filosofia naturale fu affrontato a partire dalle antiche civiltà della Mesopotamia, dell'Egitto, del subcontinente indiano e della Cina. Tuttavia, le origini della biologia moderna e il suo approccio allo studio della natura sono spesso riconducibili all'antica Grecia, mentre lo studio formale della medicina risale a Ippocrate di Coo (circa 460 a.C. - 370 a.C. Circa). Il filosofo e matematico Talete (624 a.C. - 548 a.C.) fu il primo ad intuire che molti fenomeni non avevano origine divina. I filosofi della scuola ionica, di cui proprio Talete è ritenuto il fondatore, sostenevano che ogni evento avesse una causa, senza che una volontà esterna al mondo potesse intervenire. Ma fu Aristotele (384 a.C. - 322 a.C.) a contribuire maggiormente allo sviluppo di questa disciplina. 
Particolarmente importanti sono la sua "storia degli animali" e altre opere in cui ha mostrato interesse verso la natura. Successore di Aristotele al Lyceum, Teofrasto dedicò una serie di libri alla botanica che rappresentarono il più importante contributo dell'antichità alle scienze vegetali fin dopo il Medioevo. Gli studiosi appartenuti al mondo islamico medievale che si occuparono di biologia inclusero: al-Jāḥiẓ (781-869), Al-Dinawari (828-896) che si occupò di botanica e Rhazes (865-925) che scrisse riguardo all'anatomia e alla fisiologia. La medicina fu ben approfondita dagli studiosi islamici che lavorarono a traduzioni dei testi greci e il pensiero aristotelico influì molto sulla storia naturale, soprattutto nel sostenere una gerarchia fissa della vita.

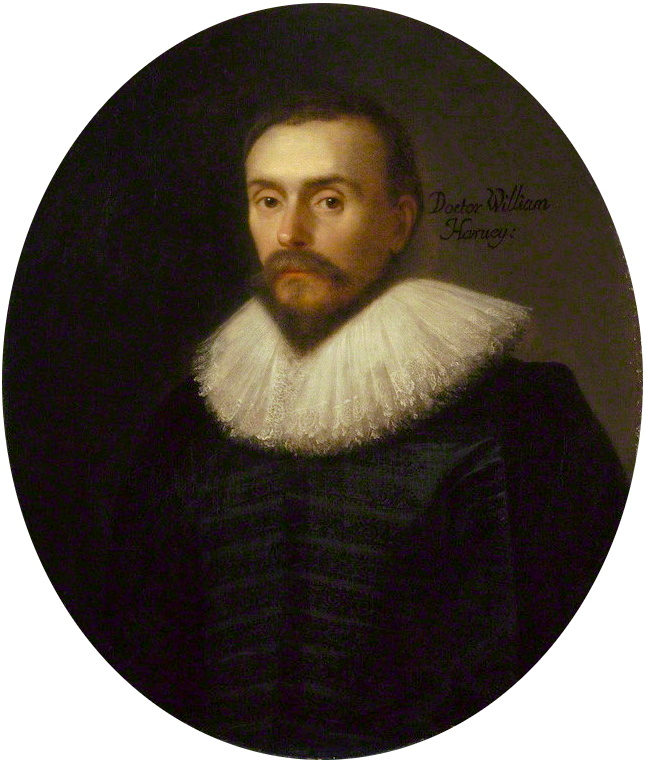
William Harvey, che dimostrò la circolazione del sangue umano

Il Rinascimento fu un periodo florido per gli studi biologici. William Harvey dimostrò la circolazione del sangue umano, mentre Leonardo da Vinci si dedicò, tra l'altro, allo studio dell'anatomia umana. Di Leonardo ci sono rimaste tavole anatomiche molto dettagliate, frutto delle autopsie che egli, contro la legge, svolgeva. Un altro importante personaggio di quest'epoca fu Paracelso (1493 - 1541). Egli era un chimico o, più precisamente, un alchimista, conoscitore dei principi curativi di vegetali e minerali. Una grande svolta nello studio della biologia, come di tante altre scienze, fu data da Galileo Galilei (1564 - 1642), che introdusse il metodo scientifico, basato su osservazione, descrizione e riproduzione in laboratorio dei fenomeni naturali. In Francia, Cartesio formulò la teoria del meccanicismo, paragonando l'uomo ad una macchina e sostenendo quindi che potessero essere studiate e riprodotte le singole parti del corpo; Georg Ernst Stahl, con la "teoria del vitalismo", si contrappose a Cartesio affermando che le parti che compongono l'uomo sono indivisibili e irriproducibili perché tenute insieme da un'anima.
La biologia incontrò un notevole sviluppo grazie alla scoperta del microscopio da parte di Anton van Leeuwenhoek. Per mezzo di esso gli studiosi scoprirono gli spermatozoi, i batteri e le diversità della vita microscopica. Le indagini di Jan Swammerdam portarono a sviluppare un certo interesse verso l'entomologia e contribuirono al progresso delle tecniche di base della dissezione microscopica e della colorazione.
I progressi nella microscopia hanno prodotto un profondo impatto sul pensiero biologico. Nel XIX secolo, un certo numero di biologi sottolineava l'importanza centrale della cellula. Nel 1838, Schleiden e Schwann iniziarono a promuovere le idee ormai universali che: (1) l'unità di base di tutti gli organismi era la cellula e che (2) le singole cellule hanno tutte le caratteristiche proprie di una forma di vita, anche se si opposero all'idea (3) che esse provenissero tutte dalla divisione di altre cellule. Grazie al lavoro di Robert Remak e Rudolf Virchow, tuttavia, nel 1860 la maggior parte dei biologi accettava tutti e tre i principi che divennero noti come teoria cellulare.

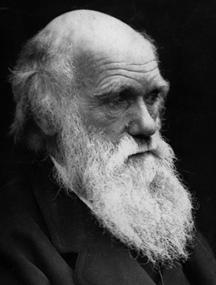
Charles Darwin

Nel frattempo, la tassonomia e la classificazione diventarono il focus degli storici naturalistici. Linneo, nel 1735, pubblicò una tassonomia di base per il mondo naturale (la quale, seppur con variazioni, è tuttora in uso) e nel 1750 introdusse i nomi scientifici per tutte le specie da lui conosciute. Georges-Louis Leclerc de Buffon, in un suo lavoro, rilevò le somiglianze tra l'uomo e la scimmia e la possibilità di una genealogia comune. L'attenzione che Buffon accordava all'anatomia interna lo pone tra gli iniziatori dell'anatomia comparativa. Anche se era contrario alla teoria dell'evoluzione, Buffon fu una figura chiave nella storia del pensiero evoluzionistico; il suo lavoro influenzò le teorie evolutive sia di Lamarck che di Charles Darwin.
Il pensiero evoluzionistico ebbe origine con le opere di Jean-Baptiste Lamarck che fu il primo a presentare una teoria coerente dell'evoluzione. Egli postulò che l'evoluzione fosse il risultato di una pressione ambientale sulle proprietà degli animali, il che significa che una maggior frequenza e importanza nell'uso di un organo o di un apparato lo avrebbe fatto diventare più complesso ed efficiente, adattando così l'animale al suo ambiente. Lamarck credeva che questi tratti acquisiti potessero poi essere trasmessi alla prole che poi li avrebbe ulteriormente sviluppati e perfezionati. Tuttavia, il naturalista inglese Charles Darwin, che correlò l'approccio biogeografico di Alexander von Humboldt, l'uniformitarismo di Charles Lyell, gli scritti di Thomas Robert Malthus sulla crescita demografica e la sua esperienza proveniente da estese osservazioni naturali, permisero di forgiare in lui una teoria evoluzionistica di maggior successo, basata sulla selezione naturale. Un simile ragionamento portò Alfred Russel Wallace a raggiungere le medesime conclusioni in modo indipendente. Anche se tale teoria è stata oggetto di polemiche (che continuano ancora oggi), essa si diffuse rapidamente attraverso la comunità scientifica e presto divenne un assioma basilare della biologia.
La scoperta della dimostrazione fisica dell'ereditarietà genetica è arrivata con i principi evolutivi e genetica delle popolazioni.
Negli anni 1940 e primi anni 1950, i vari esperimenti hanno indicato il DNA come la componente dei cromosomi che conteneva le unità base della ereditarietà genetica, oggi noti come geni. L'inquadramento di nuovi tipi di organismi, come virus e batteri, insieme alla scoperta della struttura a doppia elica del DNA nel 1953, furono eventi che segnarono la transizione verso l'era della genetica molecolare. Dal 1950 a oggi, la biologia è notevolmente cresciuta nell'ambito molecolare. Il codice genetico è stato decifrato da Har Gobind Khorana, Robert W. Holley e Marshall Warren Nirenberg e nel 1990 è iniziato il Progetto Genoma Umano con l'obiettivo di mappare tutto il genoma umano. Questo progetto è stato sostanzialmente completato nel 2003, con ulteriori analisi, al 2014, ancora in corso di pubblicazione. Tale progetto è stato il primo passo di un impegno globalizzato di incorporare tramite una definizione funzionale e molecolare del corpo umano e degli altri organismi la conoscenza accumulata della biologia.

## Fondamenti della biologia moderna

### Scale di indagine della biologia
La biologia studia la vita a molteplici livelli di scala:
- su scala molecolare con la biologia molecolare e la biochimica;
- su scala cellulare con la citologia;
- su scala multi-cellulare con l'istologia;
- su scala sistemica con le neuroscienze, l'immunologia ecc.;
- su scala di processi chimici e fisici dell'organismo con la fisiologia;
- su scala dello sviluppo di un organismo mediante la biologia dello sviluppo;
- su scala di singolo organismo con la zoologia, botanica, microbiologia ecc.;
- su scala di popolazione di organismi con l'ecologia, ed esame delle interazioni fra di essi con l'etologia e la psicobiologia;
- su scala evoluzionistica con la sistematica e la biologia evoluzionistica.

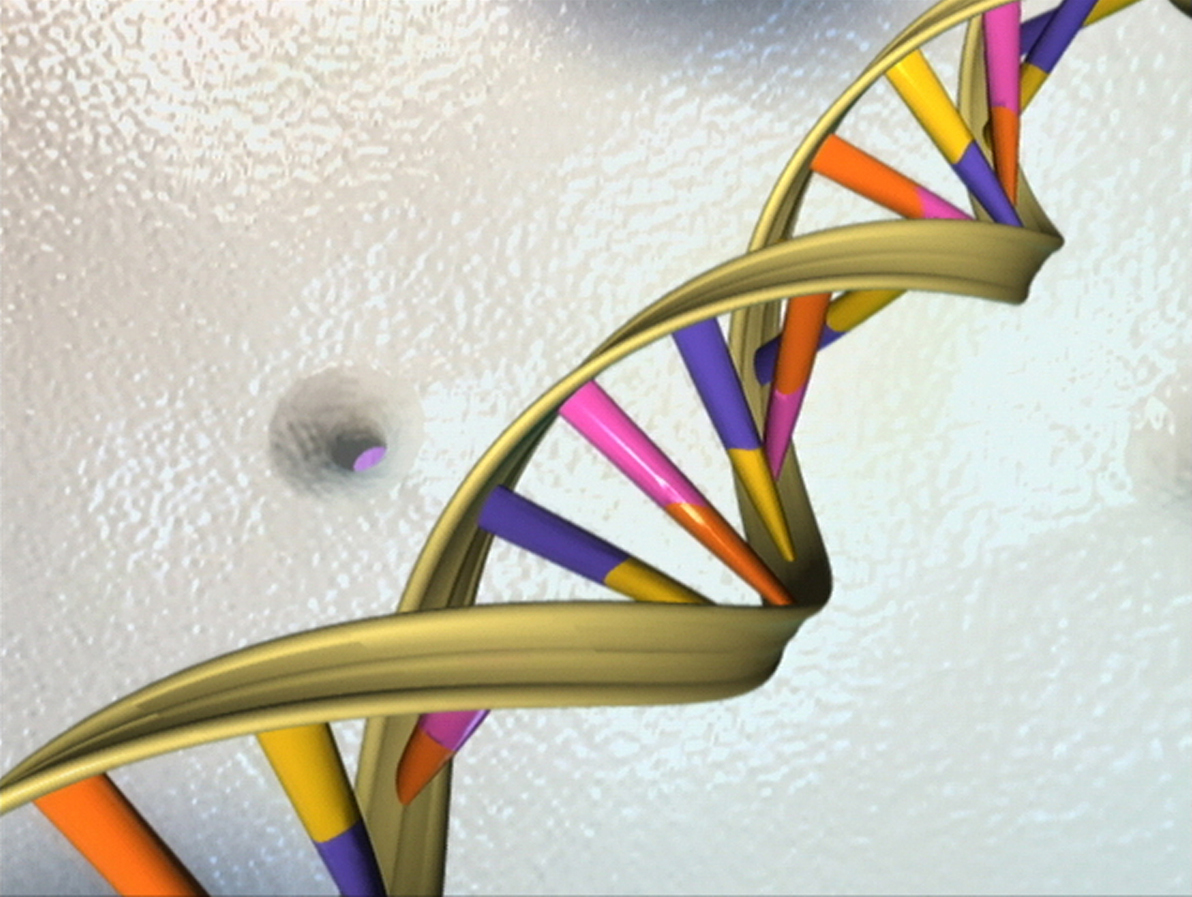
Biologia a livello molecolare: il DNA
Biologia a livello cellulare: la cellula
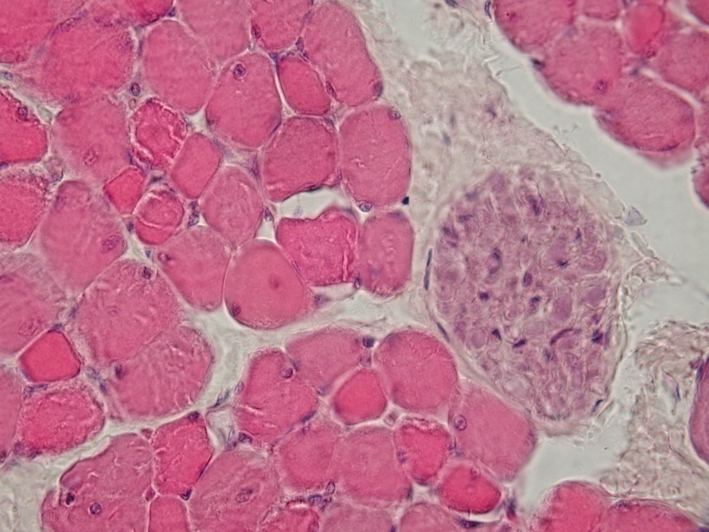
Biologia a livello di tessuti: sezione di un muscolo scheletrico
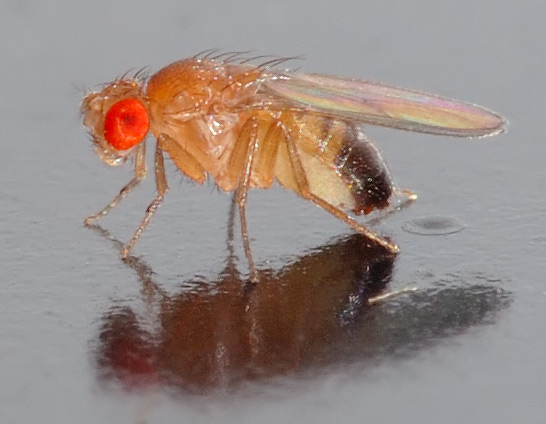
Biologia a livello di organismi: Drosophila melanogaster
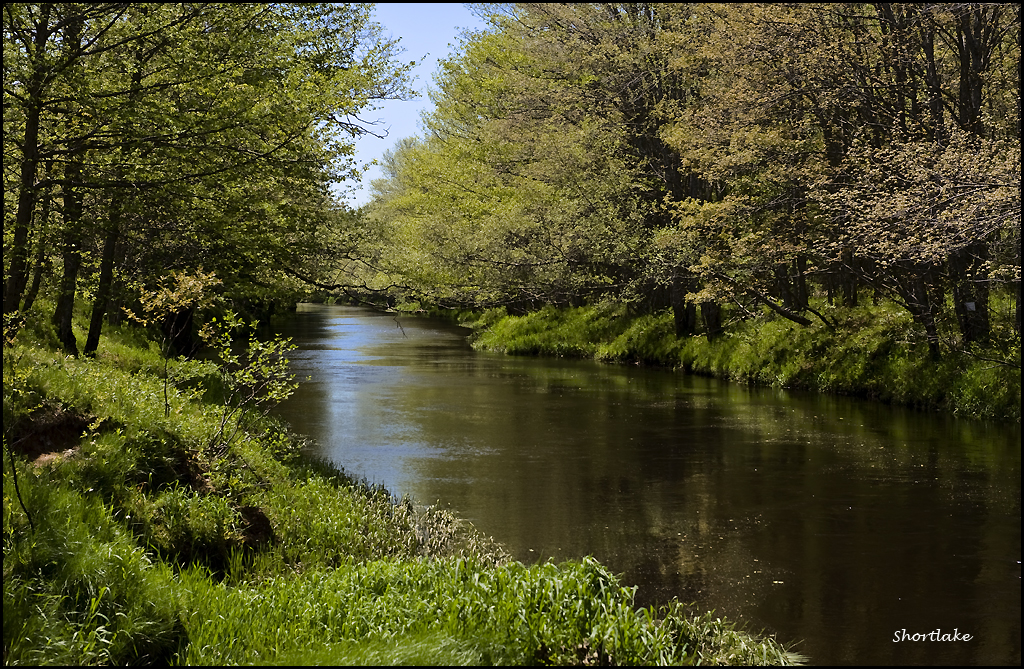
Biologia a livello di sistemi: un ecosistema

### Teoria cellulare

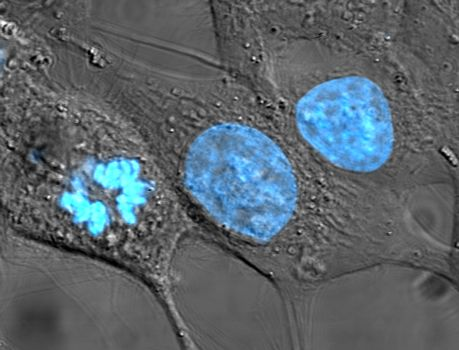
Cellule tumorali umane con i nuclei (in particolare il DNA) colorati di blu. La cellula centrale e quella più a destra sono in interfase. La cella a sinistra è in mitosi e il suo DNA è condensato.

La teoria cellulare afferma che la cellula sia l'unità fondamentale della vita e che tutti gli esseri viventi siano composti da una o più cellule o prodotti secreti di queste cellule (ad esempio le conchiglie, i peli, le unghie, ecc). Tutte le cellule derivano da altre cellule attraverso la divisione cellulare. Negli organismi multicellulari, ogni cellula del corpo di un organismo deriva, definitivamente, da una singola cellula in un uovo fecondato. La cellula è anche considerata l'unità di base di molti processi patologici. Inoltre, le funzioni di trasferimento dell'energia avvengono all'interno della cellula grazie a processi noti come metabolismo. Infine, la cellula contiene le informazioni genetiche ereditarie (nel DNA) che viene trasmesso da cellula a cellula durante la divisione cellulare (mitosi).

### Evoluzione

La selezione naturale di una popolazione.

Un concetto centrale della biologia è che le modifiche degli organismi viventi si verificano attraverso l'evoluzione e che tutte le forme di vita conosciute hanno una origine comune. La teoria dell'evoluzione postula che tutti gli organismi sulla Terra, sia vivi che estinti, discendono da un antenato comune o da un pool genico ancestrale. Quest'ultimo antenato comune universale di tutti gli organismi si crede sia apparso circa 3,5 miliardi di anni fa. I biologi generalmente considerano l'universalità e l'ubiquità del codice genetico come prove definitive a favore della teoria della discendenza comune universale per tutti i batteri, gli archeobatteri e gli eucarioti (vedere: l'origine della vita).
Introdotta nel lessico scientifico da Jean-Baptiste de Lamarck nel 1809, la teoria dell'evoluzione è stata formulata per la prima volta da Charles Darwin cinquant'anni dopo quando propose un modello scientifico valido: la selezione naturale. (Alfred Russel Wallace è riconosciuto come il co-scopritore di tale teoria). L'evoluzione è oggi utilizzata per spiegare le grandi variazioni di vita presenti sulla Terra.
Darwin teorizzò che le specie e le razze si sviluppino attraverso processi di selezione naturale o genealogica. Anche la dottrina della deriva genetica è stata accettata come un ulteriore meccanismo che spieghi lo sviluppo evolutivo nella sintesi moderna della teoria evoluzionistica.
La storia evolutiva della specie - che descrive le caratteristiche delle diverse specie da cui discendono - insieme alla relazione genealogica di ogni altra specie, è conosciuta come la sua "filogenesi". Diverse metodiche sono in grado di generare informazioni su di essa. Queste includono i confronti delle sequenze di DNA e confronti tra i fossili o altre documentazioni paleontologiche di organismi antichi. I biologi organizzano e analizzano le relazioni evolutive attraverso vari metodi, tra cui la filogenesi, le fenetica e la cladistica.

### Genetica

Un quadrato di Punnett utilizzato per determinare la probabilità con cui si manifestano i diversi fenotipi derivati dall'incrocio di diversi genotipi.

I geni sono le unità ereditarie fondamentali di tutti gli organismi. Un gene corrisponde ad una regione del DNA e che influenza la forma o la funzione di un organismo in modi specifici. Tutti gli organismi, dai batteri agli animali, condividono lo stesso meccanismo di base che copia e traduce il DNA in proteine. La cellula è in grado di trascrivere un gene contenuto nel DNA in una copia del gene in RNA e il ribosoma (un organulo cellulare) traduce l'RNA in una proteina, ovvero una sequenza di amminoacidi. Il codice genetico che codifica un amminoacido è lo stesso per la maggior parte degli organismi, ma leggermente diverso per alcuni. Ad esempio, una sequenza di DNA che codifica per l'insulina nell'uomo, codifica per l'insulina anche quando viene inserito in altri organismi, come le piante.
Il DNA di solito è contenuto in cromosomi lineari negli eucarioti e in cromosomi circolari nei procarioti. Un cromosoma è una struttura organizzata costituita da DNA e da istoni. Negli eucarioti, il DNA genomico è situato nel nucleo della cellula, con piccole quantità anche nei mitocondri e nei cloroplasti. Nei procarioti, il DNA si trova all'interno di un corpo di forma irregolare posto nel citoplasma e chiamato nucleoide. Il set completo di tali informazioni relative ad un organismo, prende il nome di genotipo.

### Omeostasi
L'omeostasi è la capacità di un sistema aperto di regolare il suo ambiente interno al fine di mantenere condizioni stabili grazie a molteplici adattamenti di equilibrio dinamico controllati da meccanismi interconnessi di regolazione. Tutti gli organismi viventi, sia unicellulari che pluricellulari, mostrano capacità di omeostasi.
Per mantenere l'equilibrio dinamico e svolgere efficacemente alcune funzioni, un sistema deve essere in grado di rilevare e rispondere a eventuali perturbazioni. Dopo il rilevamento di una perturbazione, un sistema biologico normalmente risponde attraverso feedback negativo. Ciò significa che, in base alla perturbazione, il sistema riduce o aumenta l'attività di un organo o di un sistema al fine di neutralizzare la perturbazione stessa. Un esempio può essere il rilascio di glucagone quando i livelli di zucchero nel sangue risultano troppo bassi.

### Energia

Panoramica di base sull'energia e la vita umana.

La sopravvivenza di un organismo vivente dipende dal continuo ingresso di energia. Le reazioni chimiche che sono responsabili per la sua struttura e la sua funzione sono deputate all'estrazione di energia da sostanze, come il cibo, e alla loro trasformazione in elementi utili alla formazione di nuove cellule o al loro funzionamento. In questo processo, le molecole delle sostanze chimiche che costituiscono gli alimenti compiono due ruoli: il primo è quello di contenere l'energia necessaria per le reazioni chimiche biologiche e per secondo di essere la base per sviluppare nuove strutture molecolari.
Gli organismi responsabili dell'introduzione di energia in un ecosistema sono conosciuti come produttori o autotrofi. Quasi tutti questi organismi traggono l'energia dal sole. Le piante e altri fototrofi sono in grado di utilizzare l'energia solare attraverso un processo noto come "fotosintesi", al fine di convertire le materie prime in molecole organiche come l'ATP, i cui legami possono essere rotti per liberare l'energia. Alcuni ecosistemi, tuttavia, dipendono interamente dall'energia estratta per chemiotrofia dal metano, dai solfuri o da altre fonti di energia non-luminali.
I processi più importanti per convertire l'energia intrappolata nelle sostanze chimiche in energia utile per sostenere la vita sono il metabolismo e la respirazione cellulare.

## Studio e ricerca

### Strutture

Schema di una tipica cellula animale dove sono raffigurati i vari organelli e strutture.

La biologia molecolare consiste nello studio della biologia a livello molecolare. Questo campo si sovrappone ad altre aree della biologia, in particolare con la genetica e la biochimica. La biologia molecolare principalmente si occupa di comprendere le interazioni tra i diversi sistemi presenti in una cellula, compresa l'interrelazione tra DNA, RNA e sintesi proteica e quindi apprendere come queste interazioni siano regolate.
La biologia cellulare studia le proprietà strutturali e fisiologiche delle cellule, inclusi i loro comportamenti, le interazioni e l'ambiente. Ciò avviene sia a livello microscopico che molecolare, sia per gli organismi unicellulari (come i batteri) che per le cellule specializzate degli organismi multicellulari (come gli esseri umani). Essere in grado di comprendere la struttura e la funzione delle cellule è fondamentale per tutte le scienze biologiche. Le somiglianze e le differenze tra i tipi di cellule sono particolarmente rilevanti per chi occupa di biologia molecolare.
L'anatomia considera le forme di strutture macroscopiche, quali organi e sistemi di organi.
La genetica è la scienza dei geni, dell'ereditarietà genetica e della variazione degli organismi. I geni codificano le informazioni necessarie per sintetizzare le proteine che a sua volta giocano un ruolo centrale nell'influenzare il fenotipo finale dell'organismo. Nella ricerca moderna, la genetica fornisce strumenti importanti per stabilire la funzione di un particolare gene o per comprendere le interazioni genetiche. All'interno degli organismi, le informazioni genetiche sono generalmente conservate nei cromosomi, formati da molecole di DNA.
La biologia dello sviluppo studia il processo attraverso il quale gli organismi crescono e si sviluppano. A partire dall'embriologia, la moderna biologia dello sviluppo studia il controllo genetico sulla crescita cellulare, sulla differenziazione e sulla "morfogenesi" che è il processo che dà progressivamente luogo ai tessuti, agli organi e agli apparati. Gli organismi modello per la biologia dello sviluppo sono il verme tondo Caenorhabditis elegans, la mosca della frutta Drosophila melanogaster, il pesce zebra Danio rerio, il topo Mus musculus e la pianta Arabidopsis thaliana. Questi organismi modello sono particolari specie che sono state studiate ampiamente al fine di comprendere particolari fenomeni biologici, con l'obiettivo che le scoperte fatte su questi dati organismi possano fornire una conoscenza del funzionamento di altri organismi.

### Fisiologia

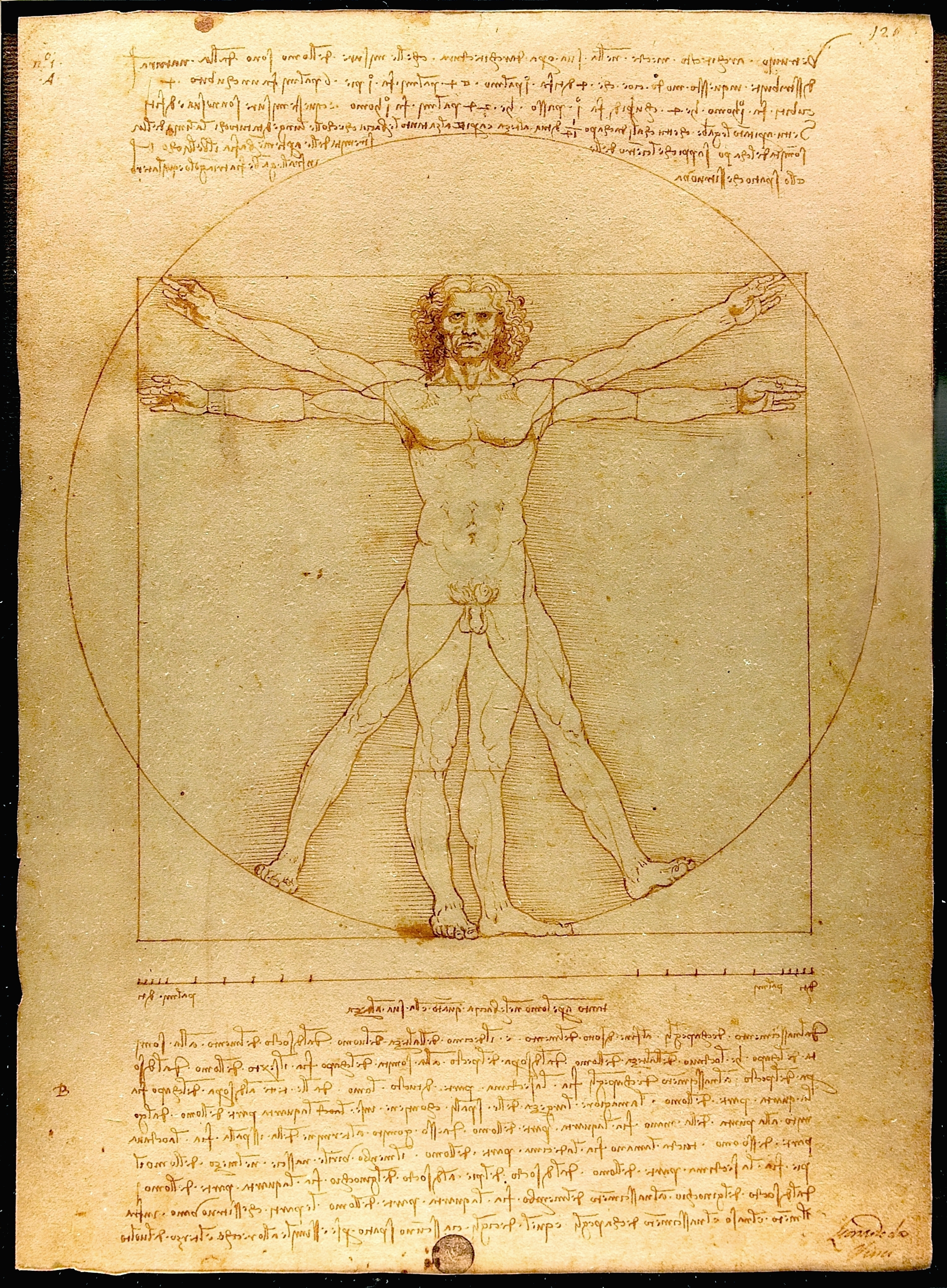
L'Uomo Vitruviano di Leonardo da Vinci, un'importante prima tappa nello studio della fisiologia.

La fisiologia studia i processi meccanici, fisici e biochimici degli organismi viventi, tentando di ricostruire tutte le funzioni nel loro complesso. Il tema della "struttura di funzione" è centrale per la biologia. Gli studi fisiologici sono stati tradizionalmente divisi in fisiologia vegetale e fisiologia animale, tuttavia alcuni principi della fisiologia sono universali e non dipendono pertanto da quale organismo viene analizzato. Ad esempio, quello che si è appreso al riguardo alla fisiologia delle cellule di lievito può valere anche per le cellule umane. Il campo della fisiologia animale estende gli strumenti e i metodi della fisiologia umana a specie non umane. La fisiologia vegetale prende in prestito le tecniche di entrambi i campi di ricerca.
Studi di fisiologia come per esempio del sistema nervoso, del sistema immunitario, del sistema endocrino, del sistema respiratorio e circolatorio si occupano sia della funzione che della loro interazione. Lo studio di questi sistemi è condiviso con le discipline mediche orientate, quali la neurologia, l'endocrinologia e l'immunologia. La fisiologia si occupa anche di nuove discipline come la volabolomica, ovvero lo studio dei gas emessi con la respirazione e frutto del metabolismo denominati generalmente Composti Organici Volatili (VOCs), questa nuova branca consente di investigare le omeostasi del corpo e di conseguenza lo stato di malattia.

### Evoluzione
La ricerca evolutiva è interessata a comprendere l'origine e la discesa della specie, così come il cambiamento nel tempo. Il suo studio comprende scienziati provenienti da molte discipline orientate alla tassonomia, ad esempio scienziati con una specifica formazione in organismi particolari come la mammologia, l'ornitologia, la botanica o l'erpetologia, ma che utilizzano tali organismi come sistemi per rispondere alle domande generali sull'evoluzione.
La biologia evolutiva si basa in parte sulla paleontologia, che fa uso dei reperti fossili per rispondere alle domande circa il modo e il tempo dell'evoluzione e in parte sugli sviluppi della genetica delle popolazioni. Branche di studio correlate e spesso considerate parte della biologia evolutiva sono la filogenesi, la sistematica e la tassonomia.

### Sistematica

Un albero filogenetico è un diagramma che mostra le relazioni fondamentali di discendenza comune di gruppi tassonomici di organismi.

Eventi multipli di speciazione creano un sistema strutturato ad albero di relazioni tra le specie (albero filogenetico). Il ruolo della sistematica è quello di studiare queste relazioni e quindi individuare le differenze e le somiglianze tra le specie e i gruppi di specie. Tuttavia, prima che la teoria evolutiva divenisse di pensiero comune, la sistematica faticava a trovare una corretta metodologia di ricerca.

La gerarchia degli otto grandi ranghi tassonomici di classificazione biologica.

Prima del 1990, gli esseri viventi erano suddivisi in cinque regni: Regno delle monere, Regno dei protisti, Regno dei funghi, Regno delle piante, Regno degli animali.
Dagli anni novanta del Novecento i regni dei protisti e quello delle monere sono stati abbandonati perché parafiletici, cioé raccolgono organismi che non hanno storia evolutiva in comune e conseguentemente non hanno la caratteristica fondamentale per costituire una categoria tassonomica. Inoltre, sempre a partire dagli stessi anni, è stata introdotta una nuova categoria: il dominio, che è sovraordinato rispetto al regno. Il sistema di Thomas Cavalier-Smith, del 2004, comprende due domini e sette regni: il dominio procarioti, con i regni dei funghi, delle piante, degli animali, dei cromisti e dei protozoi e il dominio eucarioti, con i regni dei batteri e degli archeobatteri.
Altri diffusi sistemi di classificazione comprendono ugualmente un sistema a tre domini identico a quello di Cavalier-Smith: archeobatteri, batteri ed eucarioti Questi domini si distinguono per differenze a livello di cellule: la presenza o l'assenza del nucleo cellulare e differenti biomolecole fondamentali.
Inoltre, ogni regno è ripartito in modo ricorsivo finché ogni specie sia classificata separatamente. L'ordine è: dominio, regno, phylum, classe, ordine, famiglia, genere, specie.
Al di fuori di queste categorie, vi sono i parassiti intracellulari obbligati che sono "sul bordo della vita" in termini di attività metabolica, il che significa che molti scienziati non classificano effettivamente queste strutture come forme di vita per via della loro mancanza di almeno una o più delle funzioni o caratteristiche fondamentali che definiscono la vita. Essi sono classificati come virus, viroidi, o satelliti.
Il nome scientifico di un organismo è un binomio composto dal nome del genere e dal nome della specie a cui appartiene. Ad esempio, gli esseri umani sono elencati come Homo sapiens, in cui Homo è il genere e sapiens la specie. Quando si scrive il nome scientifico di un organismo, il nome del genere deve avere l'iniziale maiuscola, mentre il nome della specie avrà l'iniziale minuscola. Inoltre, l'intero nome può essere in corsivo o sottolineato.
Il sistema di classificazione dominante è la tassonomia di Linneo. Esso comprende i ranghi e la nomenclatura binomiale. Come gli organismi debbano essere chiamati viene disciplinato da accordi internazionali come il codice internazionale per la nomenclatura delle alghe, funghi e piante (ICN), il codice internazionale di nomenclatura zoologica (ICZN) e il codice internazionale per la nomenclatura dei batteri (ICNB). La classificazione dei virus, dei viroidi e tutti gli altri agenti sub-virali che dimostrano caratteristiche biologiche, è condotto dal Comitato Internazionale per la Tassonomia dei Virus (ICTV) ed è noto come International Code of Viral Classification and Nomenclature (ICVCN). Tuttavia, esistono molti altri sistemi di classificazione dei virus.
Un progetto di fusione, BioCode, è stato pubblicato nel 1997 nel tentativo di standardizzare la nomenclatura in questi tre settori ma ancora deve essere adottato formalmente. Il progetto di BioCode ha ricevuto una scarsa attenzione e la data di esecuzione inizialmente previsto del 1º gennaio 2000 è passata inosservata. Una rivisitazione del BioCode che, invece di sostituire i codici esistenti, fornisca un contesto unificato è stato proposto nel 2011. Tuttavia, il Congresso botanico internazionale del 2011 ha rifiutato di prenderlo in considerazione.

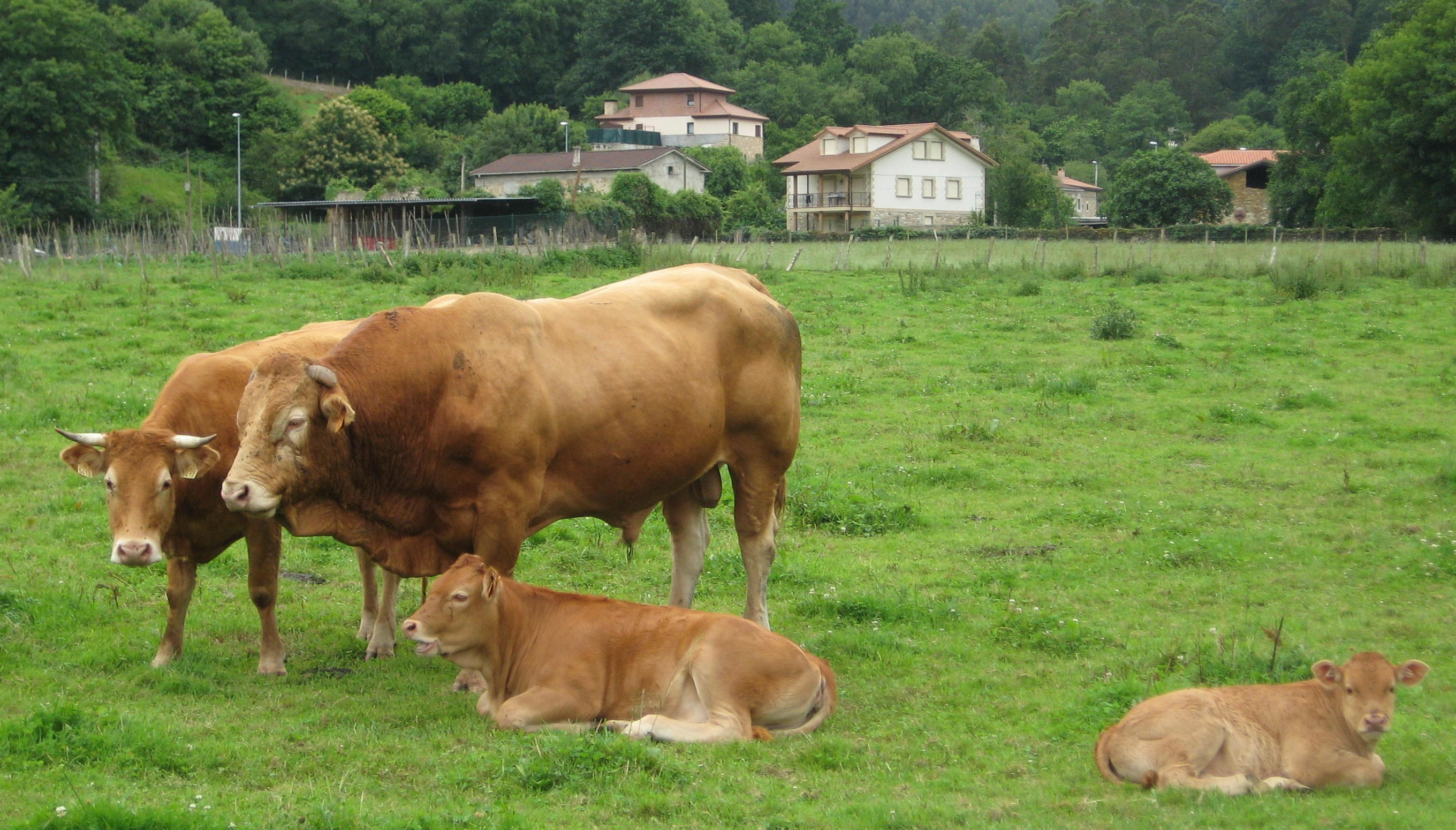
Animalia - Bos primigenius taurus
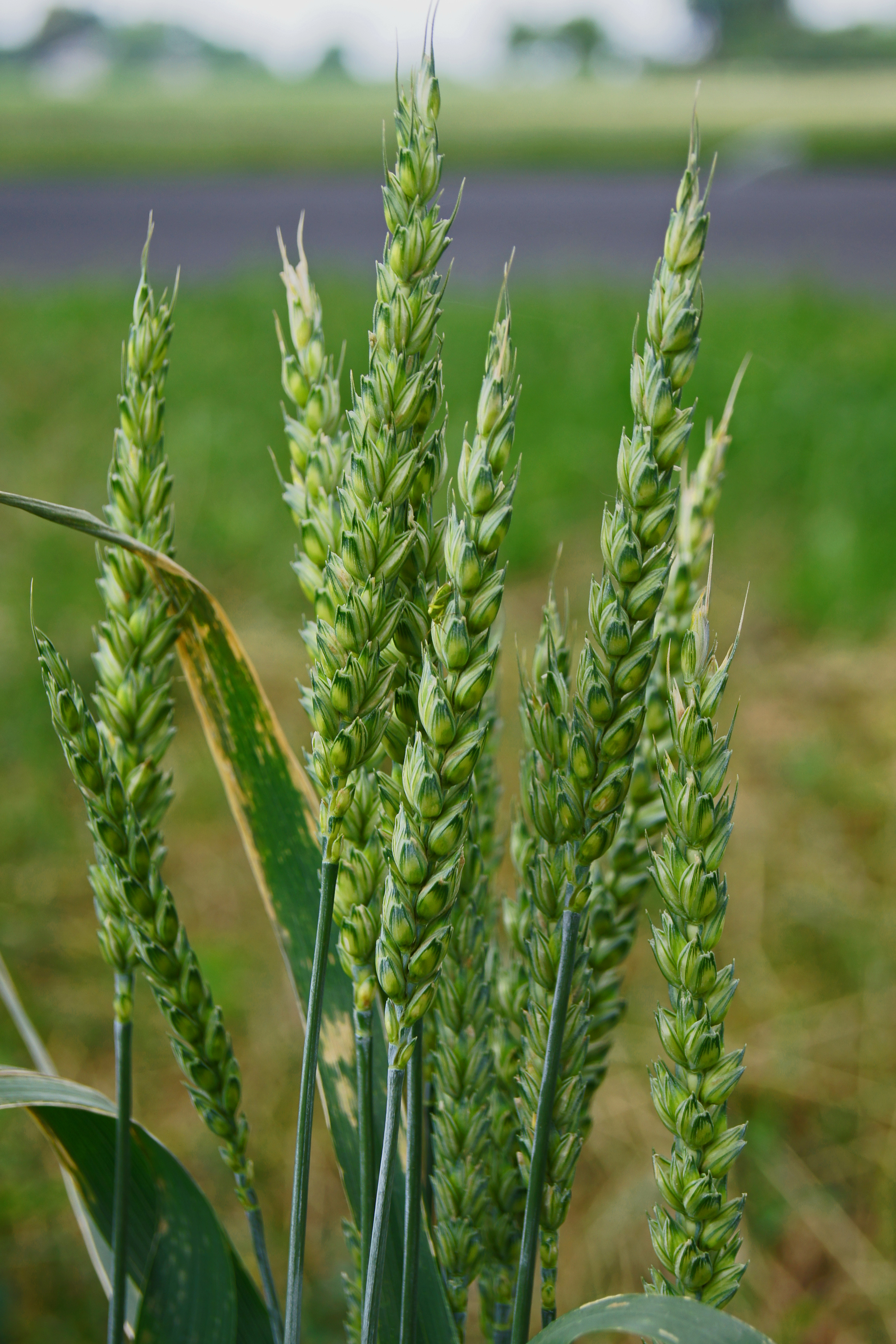
Plantae - Triticum
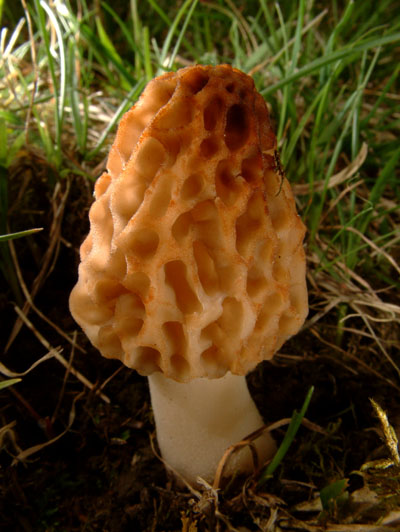
Fungi - Morchella esculenta
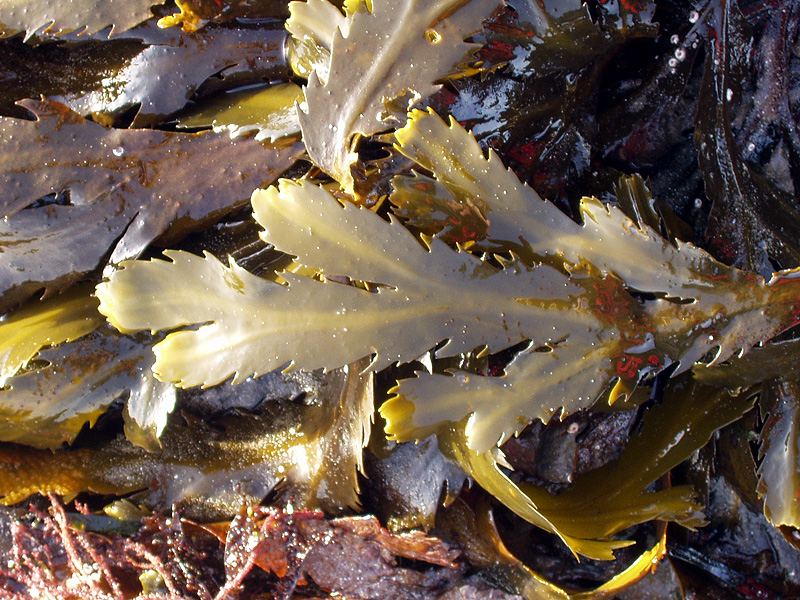
Stramenopila/Chromista - Fucus serratus
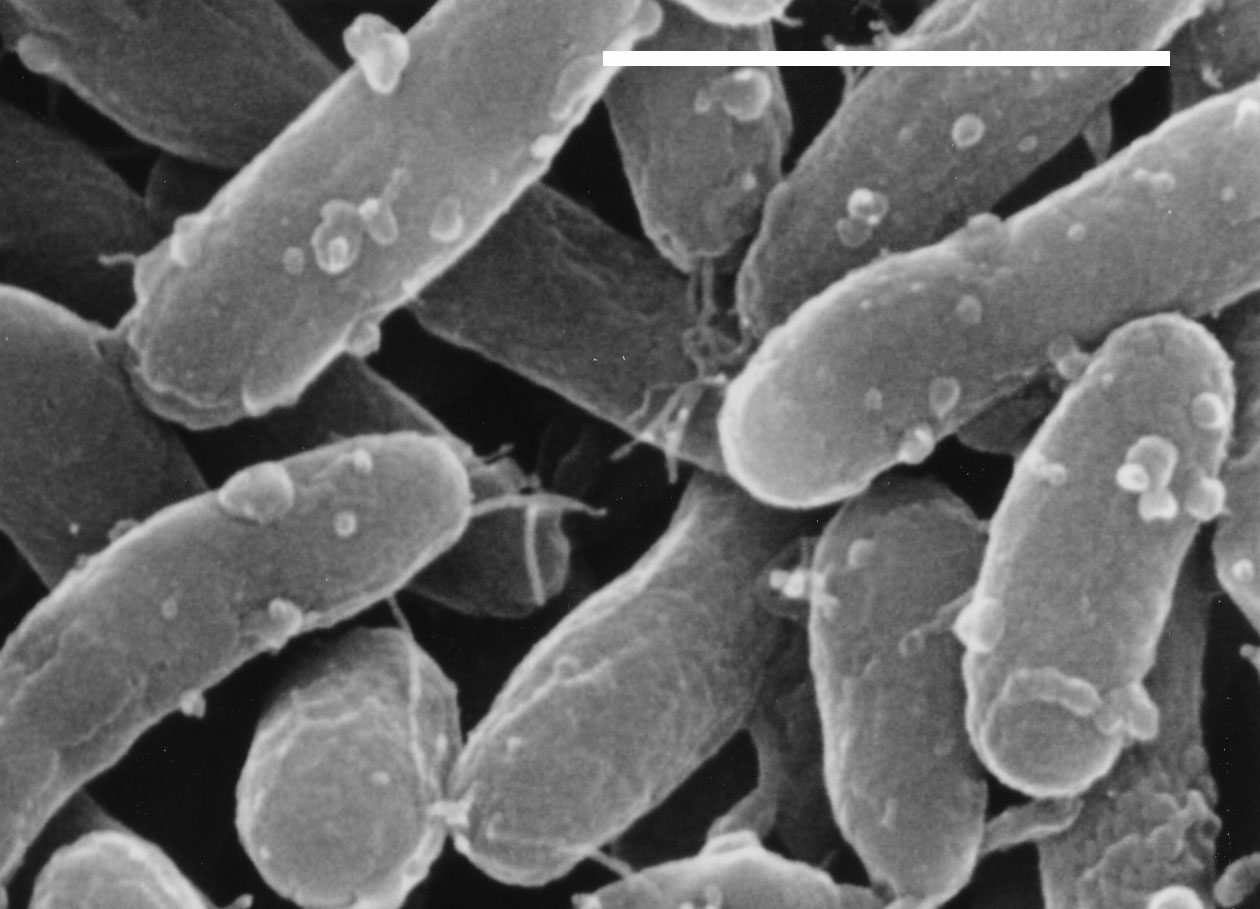
Bacteria - Gemmatimonas aurantiaca (- = 1 Micrometer)
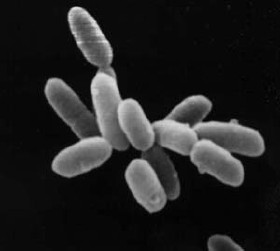
Archaea - Halobacteria
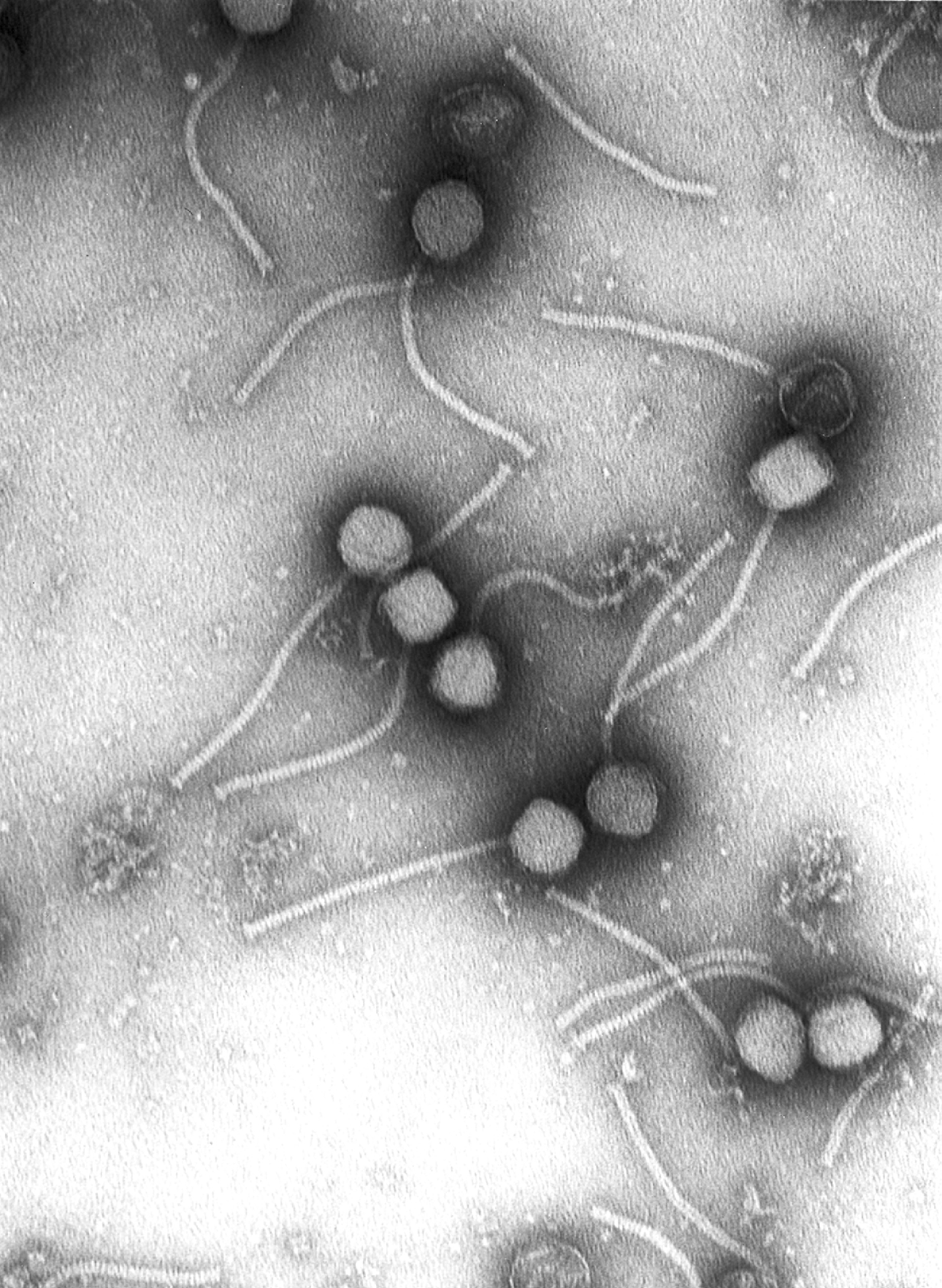
Virus - Gamma phage

### Ecologia e ambiente

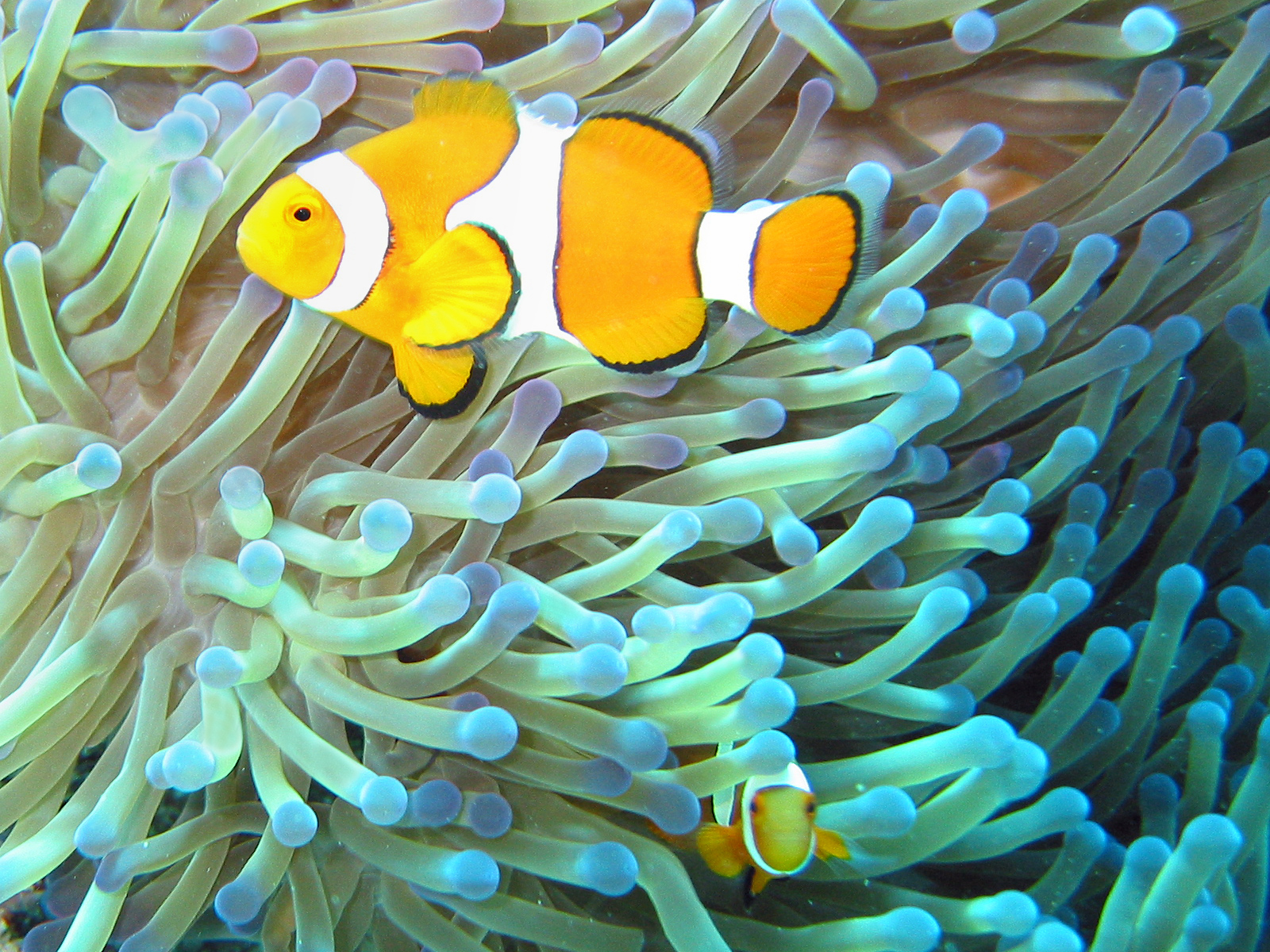
Simbiosi reciproca tra il pesce pagliaccio del genere degli Amphiprion che abita tra i tentacoli della actiniaria. Il pesce ripulisce l'actinaria dai detriti organici e dai parassiti che, a sua volta, protegge il pesce pagliaccio dai suoi predatori grazie ai tentacoli urticanti.

L'ecologia studia la distribuzione e l'abbondanza degli organismi viventi e le interazioni tra essi e il loro ambiente. L'habitat di un organismo può essere descritto come i fattori abiotici locali quali il clima e l'ecologia, oltre agli altri organismi e ai fattori biotici che condividono il loro ambiente. I sistemi biologici possono risultare difficili da studiare per via delle tante interazioni differenti possibili con gli altri organismi e con l'ambiente, anche su piccola scala. Un batterio microscopico in un locale gradiente di zucchero risponde al suo ambiente tanto quanto un leone alla ricerca di cibo nella savana africana. Per qualsiasi specie, i comportamenti possono essere cooperativi, competitivi, parassitari o simbiotici. Questi studi diventano più complessi quando due o più specie interagiscono in un ecosistema.
I sistemi ecologici sono studiati a vari livelli, dagli individui alle popolazioni e alla biosfera. Il termine "biologia delle popolazioni" è spesso usato in modo intercambiabile con "ecologia della popolazione", anche se il primo è più frequentemente utilizzato per lo studio delle malattie (provocate da virus e microbi) mentre il secondo termine è più comune quando si studiano le piante e gli animali. L'ecologia attinge a molte sotto-discipline.
La biogeografia studia la distribuzione spaziale degli organismi sulla Terra, concentrandosi su temi come la tettonica delle placche, i mutamenti climatici, la dispersione biologica, la migrazione e la cladistica.
L'etologia studia il comportamento degli animali (in particolare gli animali sociali, come i primati e i canidi) ed è a volte considerata una branca della zoologia. Gli etologi sono interessati ad analizzare l'evoluzione dei comportamenti e la loro comprensione nei termini della teoria della selezione naturale. In un certo senso il primo etologo moderno fu Charles Darwin, il cui libro The Expression of the Emotions in Man and Animals ha influenzato molti etologi a venire.

## Principali settori della biologia
In ordine alfabetico:
- Anatomia - studio della struttura dell'organismo
  - Anatomia comparata - studio evoluzionistico delle strutture biologiche
- Astrobiologia - studio dell'evoluzione, della distribuzione e del futuro della vita nell'universo
- Biochimica - studio dei fenomeni chimici che caratterizzano gli esseri viventi
- Biofisica - studio dei fenomeni biologici con metodi tradizionalmente utilizzati in fisica
- Bioinformatica - raccolta, archiviazione e analisi delle informazioni biologiche
- Biologia cellulare - studio della cellula come unità completa e dei processi all'interno di essa
- Biologia dei sistemi - approccio olistico all'interazione dei sistemi biologici
- Biologia dello sviluppo - studio dei processi di formazione di un organismo, dallo zigote all'organismo completo
- Biologia evolutiva - studio dell'origine e della variazione delle specie nel tempo
- Biologia forense - studio di dati e di metodi biologici in ambito forense
- Biologia marina - studio degli organismi e degli ecosistemi marini
- Biologia molecolare - studio dei fenomeni biologici a livello molecolare
- Biologia popolare - studio delle modalità di classificazione del mondo organico
- Biologia quantistica - studio dei meccanismi quantistici nei sistemi biologici
- Biologia sintetica - studio di funzioni biologiche non esistenti in natura
- Biologia strutturale - studio delle strutture che caratterizzano gli esseri viventi e in particolare le biomolecole
- Biologia teorica - studio matematico dei fenomeni biologici
- Biomeccanica - studio degli aspetti meccanici dei sistemi biologici
- Biotecnologia - studio della manipolazione della materia vivente, compresa la manipolazione genetica
- Botanica - studio delle piante
- Criobiologia - studio degli effetti delle basse temperature negli esseri viventi
- Cronobiologia - studio dei cicli di tempo negli esseri viventi
- Ecologia - studio delle interazioni degli organismi viventi tra loro e con gli elementi non viventi del loro ambiente
  - Ecoacustica - studio dei suoni degli ecosistemi
  - Ecologia applicata - studio delle applicazioni pratiche dei principi fondamentali dell'ecologia
  - Ecotossicologia - studio degli effetti di agenti inquinanti sugli ecosistemi
- Farmacologia - studio dell'interazione tra le molecole fisiologicamente attive e l'organismo
- Fisiologia - studio del funzionamento degli organismi viventi
- Genetica - studio dei geni e dell'eredità
  - Genetica molecolare - studio dei geni dal punto di vista molecolare
- Immunologia - studio del sistema immunitario
- Istologia - studio dei tessuti viventi
- Micologia - studio dei funghi
- Microbiologia - studio degli organismi microscopici e delle loro interazioni con gli altri esseri viventi
  - Microbiologia ambientale - studio delle relazioni tra microorganismi e ambiente
  - Virologia - studio dei virus
- Morfologia - studio della forma negli esseri viventi
- Nanobiologia - studio dell'organizzazione nell'ordine dei nanometri nei sistemi biologici
- Neuroscienze - studio del sistema nervoso, compresa la fisiologia, l'anatomia, la biochimica e le funzioni cognitive emergenti
- Parassitologia - studio degli organismi parassitari
- Psicobiologia - studio delle basi biologiche delle funzioni comportamentali
- Sistematica - studio della classificazione degli esseri viventi
- Zoologia - studio degli animali
  - Etologia - studio del comportamento animale

## Categorizzazione per organismi studiati
La tabella seguente riporta in ordine alfabetico le branche della biologia che si occupano dello studio di particolari tipi di organismi:
| Branca della biologia | Organismi studiati | Classificazione scientifica degli organismi studiati                                                   |
| --------------------- | ------------------ | --- |
| Algologia             | Alghe              | gruppo Algae (appartenente al regno Protista)                                                          |
| Antropologia          | Uomo               | genere Homo                                                                                            |
| Aracnologia           | Aracnidi           | classe Arachnida                                                                                       |
| Batracologia          | Anfibi             | classe Amphibia                                                                                        |
| Batteriologia         | Batteri            | regno Bacteria                                                                                         |
| Botanica              | Piante             | regno Plantæ                                                                                           |
| Entomologia           | Esapodi            | superclasse Hexapoda                                                                                   |
| Erpetologia           | Rettili e anfibi   | classe Reptilia e classe Amphibia                                                                      |
| Ittiologia            | Pesci              | gruppo Pisces                                                                                          |
| Mammologia            | Mammiferi          | classe Mammalia                                                                                        |
| Micologia             | Funghi             | regno Fungi                                                                                            |
| Microbiologia         | Microrganismi      | organismi appartenenti a vari regni, tra cui Bacteria, Archaea, Fungi (solo alcuni di essi) e Protista |
| Ornitologia           | Uccelli            | classe Aves                                                                                            |
| Primatologia          | Primati            | ordine Primates                                                                                        |
| Protistologia         | Protisti           | regno Protista                                                                                         |
| Virologia             | Virus              | dominio Acytota (classificazione discussa)                                                             |
| Zoologia              | Animali e Protozoi | regno Animalia e gruppo Protozoa                                                                       |

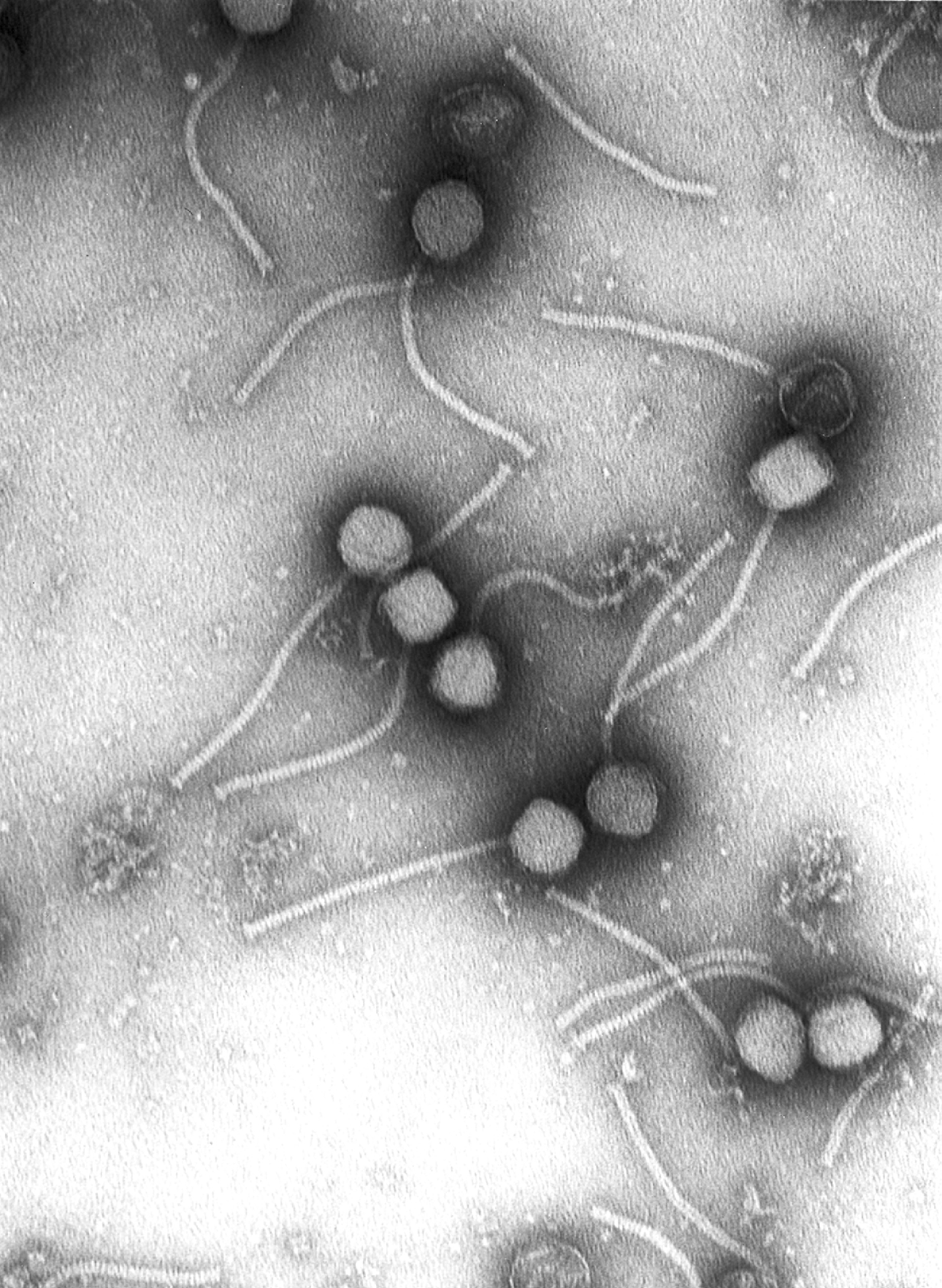
Microrganismi: virus, Gamma phage
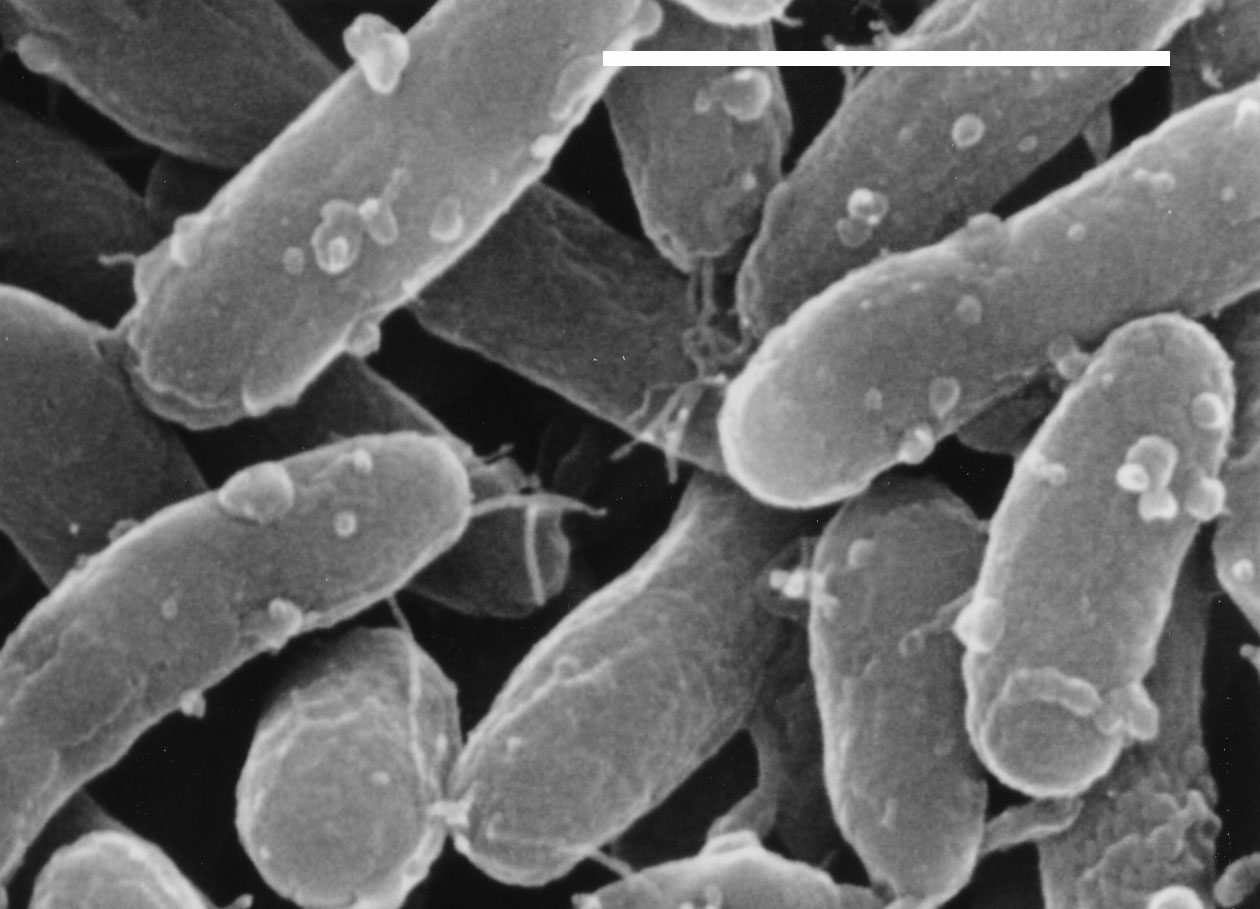
Microrganismi: batterio, Gemmatimonas aurantiaca
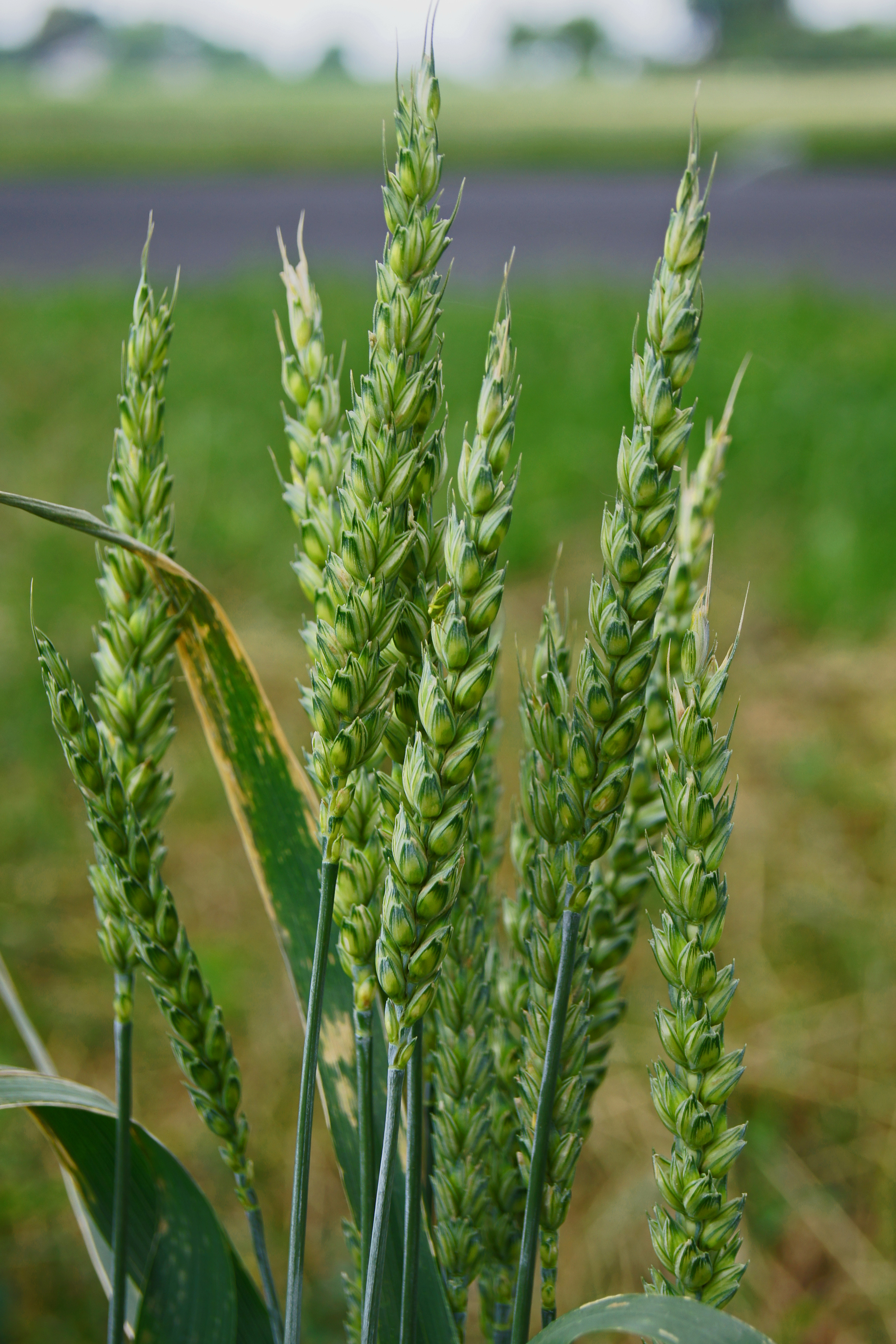
Piante: grano (Triticum)
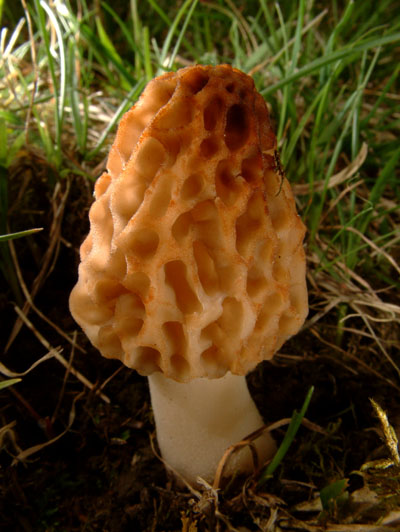
Funghi: spugnola (Morchella esculenta)
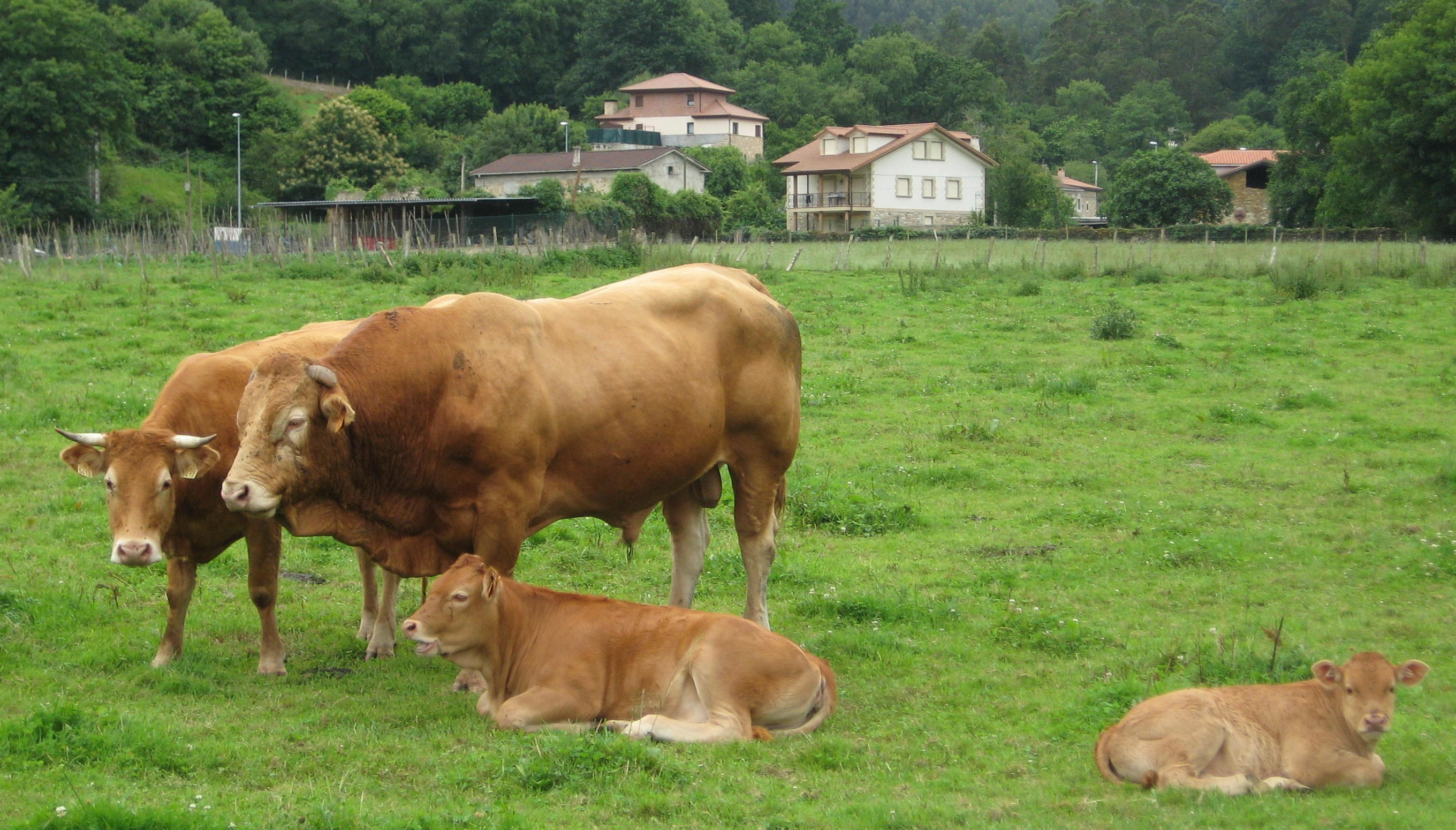
Animali: bue (Bos taurus)